# 埃米尔·费伊

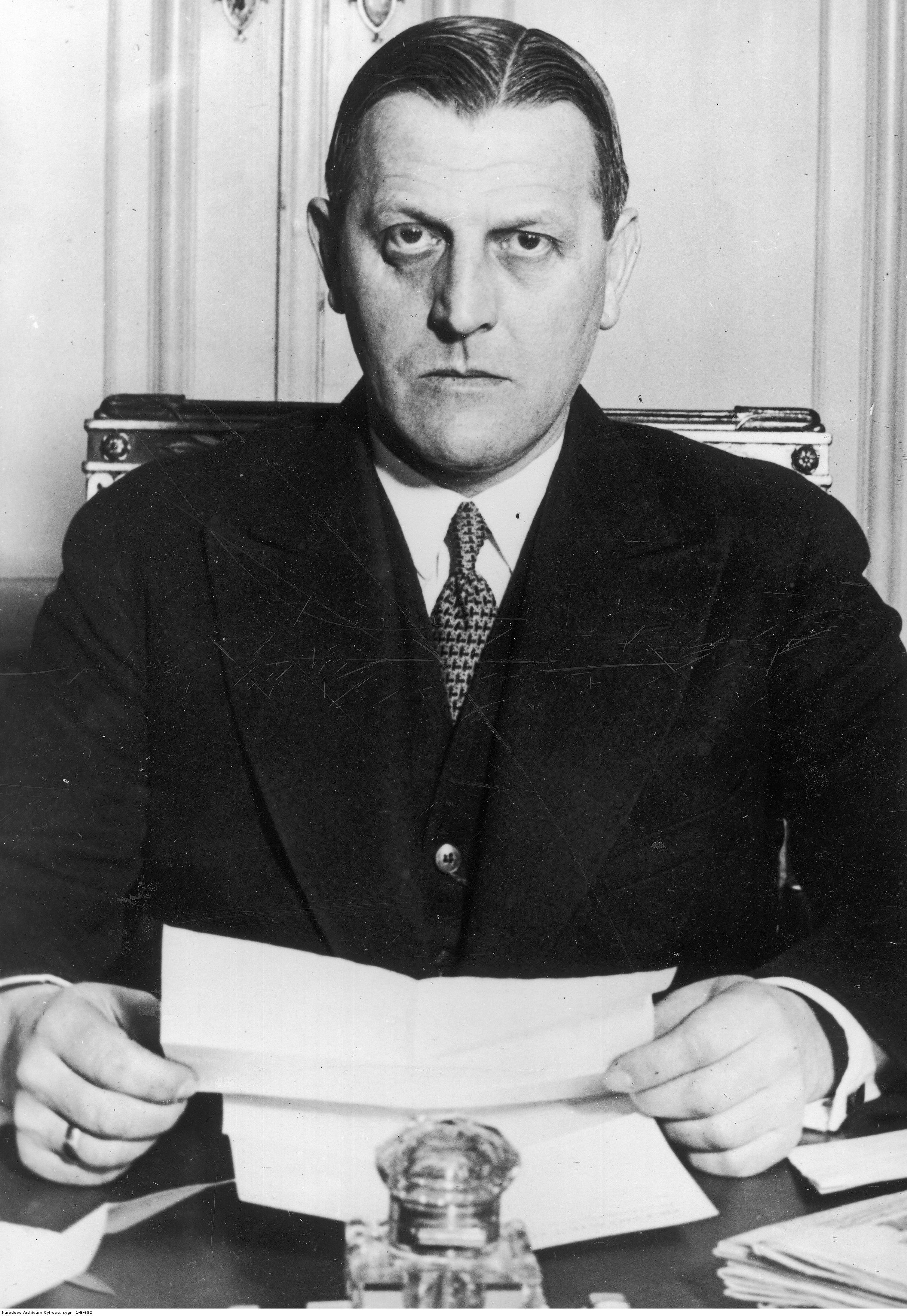
埃米尔·费伊

埃米尔·费伊（Emil Fey，1886年3月23日—1938年3月16日）曾是一位奧匈帝國陸軍军官，也曾领导右翼准军事组织保安团，亦曾是奥地利第一共和国政客。1933-1934年间，他曾担任奥地利副总理，當時的总理是恩格爾伯特·陶爾斐斯。费伊在暴力镇压共和保卫联盟以及在1934年奧地利內戰期间暴力镇压奥地利社会民主党的过程中发挥了关键作用。
1938年，纳粹德国吞并奥地利（德奧合併），费伊于3月15日遭到盖世太保审讯。在纳粹的不断骚扰下，他回到家里，叫来了时年46岁的妻子玛尔外因（Malvine）和儿子赫伯特（Herbert），接着给前副总理埃德蒙德·格莱斯-霍斯特瑙写了一封求助信。没等后者回信，费伊就在次日清晨开枪杀死了家人，之后举枪自尽。